# Niecka ablacyjna
Niecka ablacyjna (niecka zmywowa) – niewielka (głębokość nie przekracza paru metrów), wklęsła forma terenu powstała na obszarze bezleśnym wskutek procesów spłukiwania linijnego oraz powierzchniowego. Cechuje się zboczami o bardzo niewielkim nachyleniu i lekko wklęsłym dnem. Z takich niecek dość powszechnie biorą początek debrze, wąwozy i doliny rzecznej.